# Namba Yasaka-Schrein
Koordinaten: 34° 39′ 41,2″ N, 135° 29′ 48,3″ O

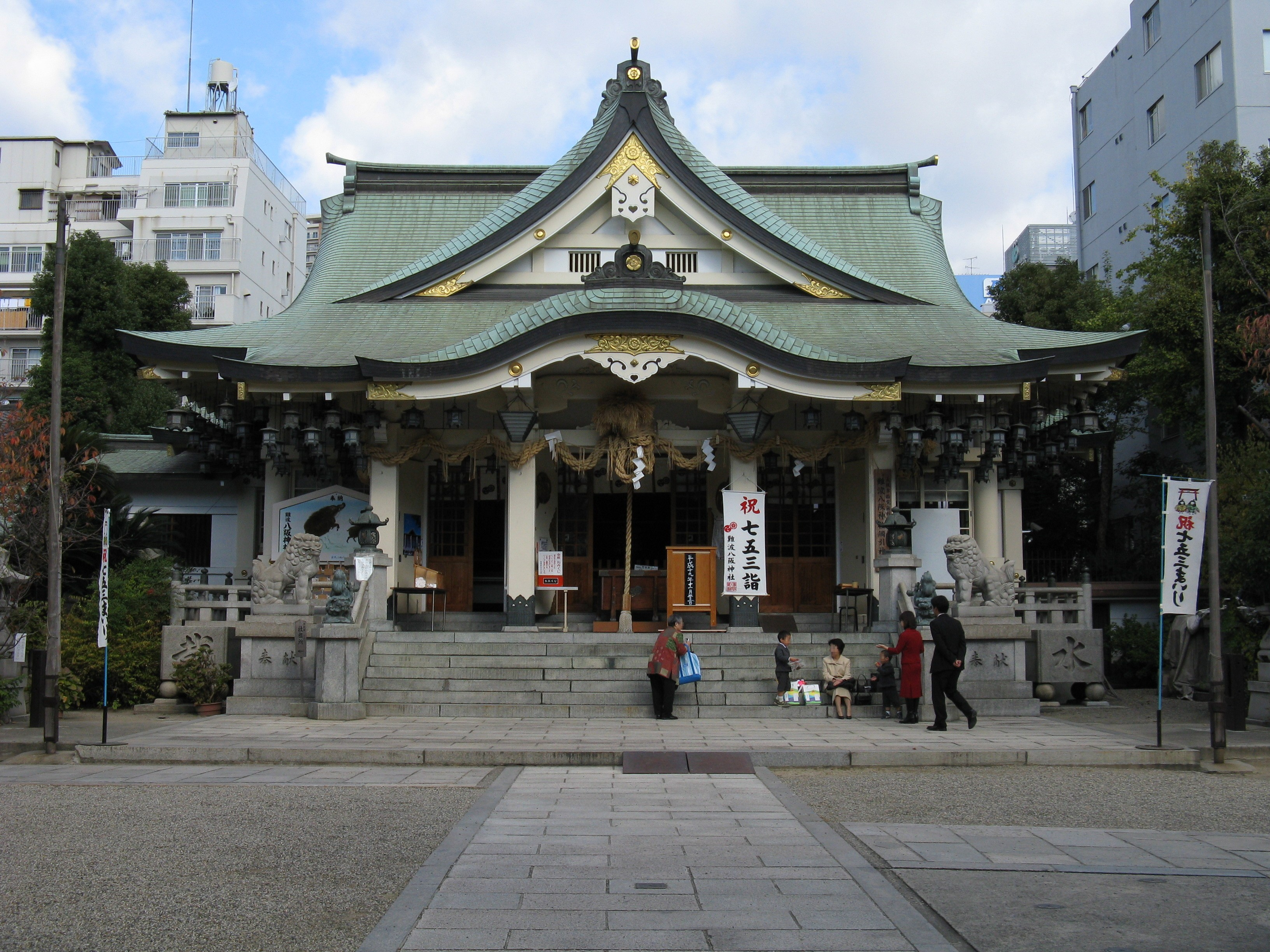
Namba Yasaka-jinja

Namba Yasaka-Schrein (jap. 難波八阪神社, -jinja) ist ein Shintō-Schrein in Motomachi, Naniwa-ku, Osaka.

## Geschichte
Es existieren keine genauen Aufzeichnungen darüber, wann der Schrein erstmals erbaut wurde. Namentlich erwähnt wird er zum ersten Mal in Aufzeichnungen aus dem Jahr 1069. In Folge der Luftangriffe auf Osaka brannte der Schrein im Jahr 1945 vollständig nieder. Die heutige Form des Tempels wurde im Mai 1974 fertiggestellt.

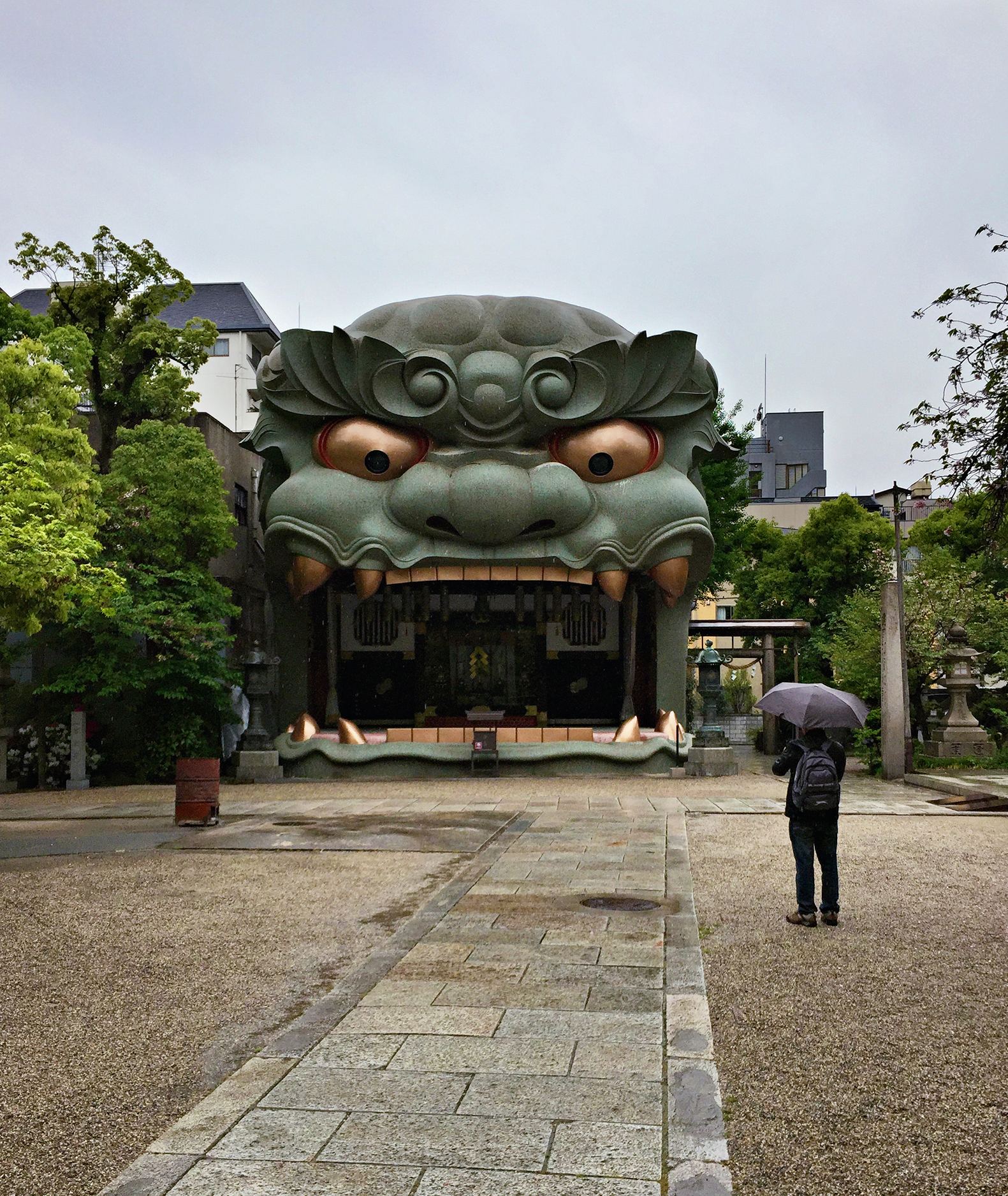
Abbild des Löwenkopf mit Bühne im Namba Yasaka-jinja

## Sonstiges
Auf dem zentralen Platz der Tempelanlage befindet sich ein 12 Meter hohes, 11 Meter breites, 10 Meter tiefes, steinernes Abbild eines Löwenkopfes, in dessen Maul sich eine Bühne befindet. 
Jeden dritten Sonntag im Januar findet dort ein, an der japanischen Mythologie angelehntes Tauzieh-Ritual statt. Es orientiert sich an der Geschichte von Susanoo, dem Gott des Windes und des Meeres. Dieser stieg nach seiner Verbannung aus den Himmelsgefilden hinab und erschlug den vielköpfigen Drachen Yamata no Orochi. Im Jahr 2001 wurde dieses Ritual offiziell als immaterielles Kulturgut der Stadt Osaka aufgenommen.